# レイト・レジストレーション
『レイト・レジストレーション』（Late Registration）は、アメリカ合衆国のラッパー・カニエ・ウェストの2枚目のオリジナル・アルバム。2005年8月30日にロッカフェラ・レコードとDef Jam Recordingsから発売された。

## 概要
第48回グラミー賞8部門ノミネートおよび3部門受賞したアルバム。サンプリングで弦楽器を使うなど、当時のヒップホップとしては珍しい作品となっている。
ローリング・ストーン誌による「2005年最優秀アルバム」に選定され、「音楽史上の偉大な500のアルバム」でも118位に選出された。

## 内容
コモンのアルバムを作ってる時、制作陣のいる中で自分の作ったトラックを回して聴いて、それらのトラックの上で、「オレならこうやってやるぜ」と言いながらラップしていたことから曲が完成し、セカンドアルバムの構想を練り出していったという。レイト・レジストレーションというタイトルは既に存在していたという。

## 収録曲
1. ウェイク・アップ・ミスター・ウェスト
2. ハード・エム・セイ FEAT.アダム・レヴィーン of マルーン5
3. タッチ・ザ・スカイ FEAT.ルペ・フィアスコ
4. ゴールド・ディガー FEAT.ジェイミー・フォックス
タイトルは"金持ちの男ばかりを狙う女の子"を意味する。全米10週1位獲得作品。
5. スキット # 1
6. ドライヴ・スロウ FEAT.ポール・ウォール&GLC
7. マイ・ウェイ・ホーム FEAT.コモン
8. クラック・ミュージック FEAT.ザ・ゲーム
9. ローゼズ
10. ブリング・ミー・ダウン FEAT.ブランディ
11. アディクション
12. スキット # 2
13. ダイヤモンドは永遠に（リミックス） FEAT.ジェイ・Z
14. ウィ・メジャー FEAT.Nas&リアリー・ドウ
15. スキット # 3
16. ヘイ・ママ
17. スキット # 4
18. ゴーン FEAT.コンシークエンス&キャムロン

Bonus Track
1. ダイヤモンドは永遠に
映画『007 ダイヤモンドは永遠に』の主題歌をサンプリング。出来上がったビートを聴いた時からロッカフェラの盛衰、終焉、再生をラップしたかったという[3]。
プロモーションビデオのコンセプトはカニエ本人が考え、撮影はプラハで行われた。
2. ウィ・キャン・メイク・イット・ベター FEAT.タリブ・クウェリ、Q-ティップ
3. バック・トゥ・ベイシックス FEAT.コモン